# Melocanna baccifera
Espèce
Melocanna baccifera est une espèce de plantes monocotylédones de la famille des Poaceae, sous-famille des Bambusoideae, originaire d'Asie tropicale. C'est l'une des deux espèces du genre Melocanna.
Ces plantes sont des bambous dont les tiges (chaumes) peuvent atteindre de 10 à 25 m de haut, qui se caractérisent aussi par leurs fruits charnus. Comme chez d'autres espèces de bambous, la floraison simultanée se produit sur de vastes zones, affectant tous les individus des peuplements qui meurent après avoir fructifié (floraison grégaire). Ce phénomène appelé Mautam, qui intervient tous les 50 ans environ, peut entraîner localement une catastrophe écologique et sociale. En effet l'abondance de fruits consécutive à la floraison se traduit par une prolifération de rongeurs qui dévastent les cultures et provoquent des pénuries alimentaires chez les populations locales. Cela s'est produit en 2008 dans l'État de Mizoram (nord-est de l'Inde).
ÉtymologieLe nom générique « Melocanna » dérive de deux racines grecques, μῆλον (melon), pomme, et κάννα (kanna), roseau, en référence aux fruits charnus et aux tiges ligneuses de ce bambou. L'épithète spécifique « baccifera » dérive de deux racines latines :  baccus, baie, et fero, porter, en référence aux fruits charnus..

## Distribution
L'aire de répartition de Melocanna baccifera s'étend en Asie tropicale, dans le sous-continent indien : Inde, Bangladesh, Népal, et en Birmanie.

## Synonymes
Selon Catalogue of Life (15 mai 2017) :
- Bambusa baccifera Roxb., nom. cons.
- Beesha baccifera (Roxb.) Kunth
- Beesha rheedii Kunth, nom. superfl.
- Melocanna bambusoides Trin., nom. superfl.
- Nastus baccifera (Roxb.) Raspail